# Gevaro Nepomuceno
Gevaro Nepomuceno (Willemstad, 10 november 1992) is een Nederlands-Curaçaos voetballer die als aanvaller speelt.

## Clubcarrière
Hij maakte zijn debuut in het eerste van FC Den Bosch onder trainer Alfons Groenendijk in de thuiswedstrijd tegen FC Eindhoven op 15 april 2011. In de thuiswedstrijd tegen SC Veendam op 13 januari 2012 maakte Nepomuceno zijn eerste doelpunt in het betaalde voetbal, een wedstrijd die FC Den Bosch uiteindelijk met 3-0 wist te winnen. De bood club hem een betaald contract aan, maar hij weigerde een nieuw contract te tekenen. Eind juli 2012 tekende hij een contract bij eerstedivisionist Fortuna Sittard. Op 9 november 2012 scoorde Nepomuceno zijn eerste doelpunt voor zijn nieuwe club tijdens de 1-3 gewonnen uitwedstrijd tegen SC Veendam.
In de zaal was hij actief voor ZVV Be '79.
In januari 2014 werd bekend dat hij in juli 2014 gaat spelen bij het Roemeense Petrolul Ploiești. In januari 2016 ging hij voor het Portugese CS Marítimo spelen. Begin 2017 werd hij verhuurd aan FC Famalicão. Op 6 september 2017 ondertekende Nepomuceno een eenjarig contract bij Oldham Athletic met een optie op nog een seizoen. In 2019 werd hij verhuurd aan Chesterfield FC. In oktober 2020 sloot hij aan bij FC Halifax Town. In januari 2021 ging hij voor een half seizoen naar het Roemeense Dinamo Boekarest. In oktober 2021 sloot hij aan bij Tsjerno More Varna in Bulgarije. Per 1 januari 2022 werd zijn contract ontbonden. In januari 2023 ging hij voor het Australische Melbourne Knights spelen.

## Clubstatistieken
| Seizoen | Club              | Land      | Competitie     | Wed. | Doelp. |
| ------- | ----------------- | --------- | -------------- | ---- | ------ |
| 2010/11 | FC Den Bosch      | Nederland | Eerste divisie | 2    | 0      |
| 2011/12 | FC Den Bosch      | Nederland | Eerste divisie | 13   | 1      |
| 2012/13 | Fortuna Sittard   | Nederland | Eerste divisie | 19   | 2      |
| 2013/14 | Fortuna Sittard   | Nederland | Eerste divisie | 40   | 5      |
| 2014/15 | Petrolul Ploiesti | Roemenië  | Liga 1         | 25   | 1      |
| 2015/16 | Petrolul Ploiesti | Roemenië  | Liga 1         | 22   | 1      |
| 2015/16 | CS Marítimo       | Portugal  | Primeira Liga  | 7    | 0      |
| 2016/17 | CS Marítimo       | Portugal  | Primeira Liga  | 5    | 0      |
| 2016/17 | → FC Famalicão    | Portugal  | Segunda Liga   | 13   | 0      |
| 2017/18 | Oldham Athletic   | Engeland  | League One     | 26   | 1      |
| 2018/19 | Oldham Athletic   | Engeland  | League Two     | 20   | 2      |
| Totaal  | Totaal            | Totaal    | Totaal         | 192  | 13     |

## Interlandcarrière
Hij debuteerde in 2014 in het Curaçaos voetbalelftal. Met Curaçao won Nepomuceno op 25 juni 2017 de finale van de Caribbean Cup 2017 door Jamaica met 2–1 te verslaan.

## Erelijst
| Competitie    | Winnaar | Winnaar | Runner-up | Runner-up | Derde   | Derde   |
| Competitie    | Aantal  | Jaren   | Aantal    | Jaren     | Aantal  | Jaren   |
| Curaçao       | Curaçao | Curaçao | Curaçao   | Curaçao   | Curaçao | Curaçao |
| ------------- | ------- | ------- | --------- | --------- | ------- | ------- |
| Caribbean Cup | 1x      | 2017    |           |           |         |         |